# Џедефхор
Џедефхор (или Хорџедеф) је био принц древног Египта, син фараона Кеопса. Живео је током 4. династије. Египћани су га се сећали дуго након његове смрти и он се појављује у неким причама. Написао је текст у коме је изложио правила за добар живот.

## Биографија
Џедефхор је био син фараона Кеопса и његове полусестре, краљице Мерититес I. Живео је на двору са породицом. Његови бака и деда били су Снефру и Хетеферес I.
Џедефхорова титула је била „краљев син из његовог тела“. Име Џедефхорове супруге није познато. Имали су сина по имену Ауибра.
Џедефхор је надживео фараоне Џедеф Реу и Кафру, његову полубраћу. Сахрањен је са супругом у мастаби Г 7210-7220 у Гизи. Џедефхоров гранитни саркофаг налази се данас у Египатском музеју у Каиру.